# Compagnie du chemin de fer de Bordeaux à Cette
La Compagnie du chemin de fer de Bordeaux à sete est l'un des plus ambitieux projets de développement des chemins de fer en France au milieu du XIXe siècle, d'une longueur de 526 kilomètres, qui échoua après seulement une année, faute de fonds suffisants. La ligne devait progressivement relier l'Atlantique à la Méditerranée, pour faire de la concurrence au canal du Midi et au canal latéral à la Garonne. Récupéré par les frères Péreire après la dissolution de la société en plein krach de 1847, le projet sera mené à bien par la Compagnie des chemins de fer du Midi.

## Histoire
Dès 1832, l’ingénieur Pierre-Dominique Martin avait proposé de relier Bordeaux et Toulouse, par des chemins de fer entre Bordeaux et Langon d’une part, Moissac et Toulouse, d’autre part, puis par un bateau entre Langon et Moissac.
Le 14 juin 1845, le gouvernement dépose un projet de loi sur la concession d'une ligne de Bordeaux à Cette (Sète, dans l'Hérault). Le tracé longe les vallées de l'Aude et de la Garonne, passant par La Réole, Marmande, Tonneins, Agen, Moissac, Castelsarrasin, Montauban, Toulouse, Castelnaudary, Carcassonne et Béziers, pour un investissement estimé à 320 000 francs par kilomètre. Le Journal des chemins de fer note dès 1846 que la Compagnie du chemin de fer de Montpellier à Sète nécessitait « un capital plus considérable qui lui permette d'ajouter une seconde voie et d'acquérir un matériel suffisant », en conseillant la fusion des deux projets.

### Un projet ambitieux
Après avoir obtenu sa concession le 21 juin 1846, en vertu de la loi du 11 juin 1842 donnant le schéma général des futures voies de chemin de fer, en principe en étoile autour de Paris, dite "étoile de Legrand" , la société est fondée le 24 septembre 1846. Le directeur nommé en juillet 1846 est Charles Didion, qui a réalisé la voie ferrée Alès-Beaucaire et la ligne Nîmes-Montpellier.
Le projet du groupe d'actionnaires regroupe François-Xavier de Ezpelcta, banquier à Bordeaux et président du conseil d'administration, Joseph llicard, John-David Barry, Nicolas-Marie-Hippolyle Drouillard, Antoine Luzarche, Antoine-Adolphe-Charles-Ferdinand Royer et Jean-Auguste baron Sarget. Appuyés par l'homme d’affaires toulousain Denis Charles Edmond Tarbé de Sablons, fils de Sébastien-André Tarbé des Sablons et proche d'Émile Pereire, les actionnaires avaient décroché une subvention de 15 millions de francs pour les terrains nécessaires.

### Un coût plus élevé qu'annoncé
En décembre 1846, une pétition des « principaux banquiers » de Paris demande d'autoriser « au plus tôt » la cote au parquet des actions de la compagnie. Peu avant, les actionnaires ont découvert qu'un examen plus approfondi résultant des études sur la ligne évaluait la dépense totale à plus de 200 millions de francs, alors que la loi de concession fixait un montant maximal de 155 millions de francs. Un amendement au cahier des charges dispense la compagnie de contribuer à la moitié du coût de la construction des deux gares de Bordeaux, mais sans suffire. Ils demandent alors à James de Rothschild de faire liquider leur affaire, dans une lettre insistante du 21 janvier 1847, à l'époque où démarre le krach de 1847.
Invoquant la crise agricole causée par les inondations de la Loire, les actionnaires ne purent faire face à la libération des capitaux souscrits. Ils reçoivent alors des « actions de cautionnement », car les premiers versements ont été mis en caution, à hauteur d'un million d'euros. Faute de décision quant à la concurrence avec le canal, la compagnie fut dissoute le 31 juillet 1847 puis déclarée déchue par arrêté ministériel du 21 décembre 1847.

### Les nouveaux repreneurs
Plus tard, les frères Isaac Pereire et Émile Pereire constituèrent le 5 novembre 1852 la Compagnie des chemins de fer du Midi et du Canal latéral à la Garonne, nouveau concessionnaire de la ligne de Bordeaux à Cette et future Compagnie des chemins de fer du Midi. Ils obtinrent ensuite en juillet 1853 les concessions de la Compagnie du chemin de fer de Bordeaux à La Teste, mise sous séquestre en 1848, dont le cours s’était effondré à 60 francs avant de remonter au-dessus de 800 francs en 1856.  Ils ont aussi récupéré les extensions vers Bayonne, Narbonne, Castelnaudary et Castres. L'une de ces extensions, vers Bayonne, fera d'Arcachon, petit village de pêcheurs isolé, une station balnéaire facile d'accès.
Les nouveaux repreneurs s'engagent à apporter les capitaux pour achever les ouvrages défectueux. Mais ils exigent aussi en 1852 la concession du canal du Midi et une subvention de 35 millions de francs. Dès 1853, ils commandent 31 000 tonnes de rails à Aubin, Decazeville et Commentry, qui ne parviennent pas à assurer un tel calendrier car surchargés de commandes, puis importent le 18 novembre 1854 pour 2 100 tonnes de rails Barlow et Brunel, réussissant ce qui deviendra la ligne Bordeaux-Saint-Jean - Sète-Ville.